# Château de Mazères
Ne pas confondre avec le château de Mazères (Ariège), résidence des comtes de Foix, complètement disparu.
Le château de Mazères est un château situé à Barran, dans le département français du Gers. Ce château était jadis l'ancienne résidence d'été des archevêques d'Auch.

## Description
Entouré de fossés, le château de Mazères est construit sur un terre-plein. Les bâtiments sont disposés en quadrilatère autour d'une cour entourée de portiques à bossage. La moitié des bâtiments constitue le château proprement dit et les deux autres les communs. La tour principale est située à l'angle sud-ouest. Les gypseries du salon et de la chambre de l'archevêque sont remarquables. Le décor peint de la chapelle a été refait au XIXe siècle.

## Histoire
L'archevêché commence à recevoir des donations de parcelles autour de Barran dès le XIe siècle, incluant notamment des vignes à Mazères dès 1080. Celles-ci s'accumulent au cours des années, avec la donation du domaine même de Mazères en 1090, offert par Pierre de Vic lorsque celui-ci devient chanoine à la cathédrale Sainte-Marie d'Auch. Mentionné au XIIe siècle sous le nom de Villa de Maceria, il n'y a pas alors de véritable château, mais plutôt un domaine agricole dont les revenus contribuent à la mense épiscopale. Il y avait cependant déjà certains éléments de fortification, puisque l'on retrouve encore les vestiges de plusieurs tours du XIIe siècle dans le château actuel.
C'est à Amanieu II d'Armagnac, archevêque d'Auch de 1261 à 1318, que l'on doit l'essentiel de la construction du château actuel. Cette nouvelle bâtisse comprend alors six pièces principales ou espaces : le cellier et la réserve, la maison, la chambre de l'archevêque, l'aula (vaste pièce qui semble avoir abrité un scriptorium), la chapelle et l'église (depuis disparue). La date de construction exacte est incertaine, mais une hypothèse sur la fin du XIIIe siècle repose sur l'inventaire fait en 1318 et sur la similitude frappante que l'on constate entre une rose de pierre sculptée découverte dans l'ancienne aula et une autre que l'on peut voir dans la chapelle basse du palais des Rois de Majorque à Perpignan, précisément datée de 1291. De plus, certains types de carreaux de céramique utilisés pour le pavement et que l'on retrouve non loin à l'abbaye de Flaran sont connus pour avoir été produits de 1280 à 1350.
Durant les siècles suivants, le château subit de nombreuses transformations, notamment aux XVIe, XVIIe et XVIIIe siècles. Jean de la Trémoille, archevêque d'Auch de 1490 à 1507, crée un nouveau portail au sud ainsi que les douves actuelles, tandis que Dominique de Vic, archevêque d'Auch de 1625 à 1661, agrandit considérablement le château, crée les communs au sud, les pavillons à l'est et réaménage largement l'intérieur du château. Jean-François de Montillet, archevêque d'Auch de 1742 à 1776, y mena aussi d'importants travaux d'embellissement, l'ouverture des large fenêtres, et une belle décoration intérieure. À la Révolution française, le château est vendu comme bien national. Au début du XIXe siècle il appartient au baron Baour, puis à la famille de Ferbeaux. Cette dernière l'aménage somptueusement.
Durant la première Guerre mondiale, une partie des bâtiments est aménagée en hôpital sanitaire. Progressivement abandonné et en état de délabrement, le château est racheté en 1981 par des particuliers et des restaurations ont depuis été entamées.
Propriété privée, le château de Mazères fait l’objet de plusieurs protections au titre des monuments historiques : inscription et classement pour différentes parties du château et dépendances depuis le 21 septembre 1981, puis classement pour l'ensemble en y rajoutant le vivier et le nymphée dans le parc à partir du 9 mai 1989.

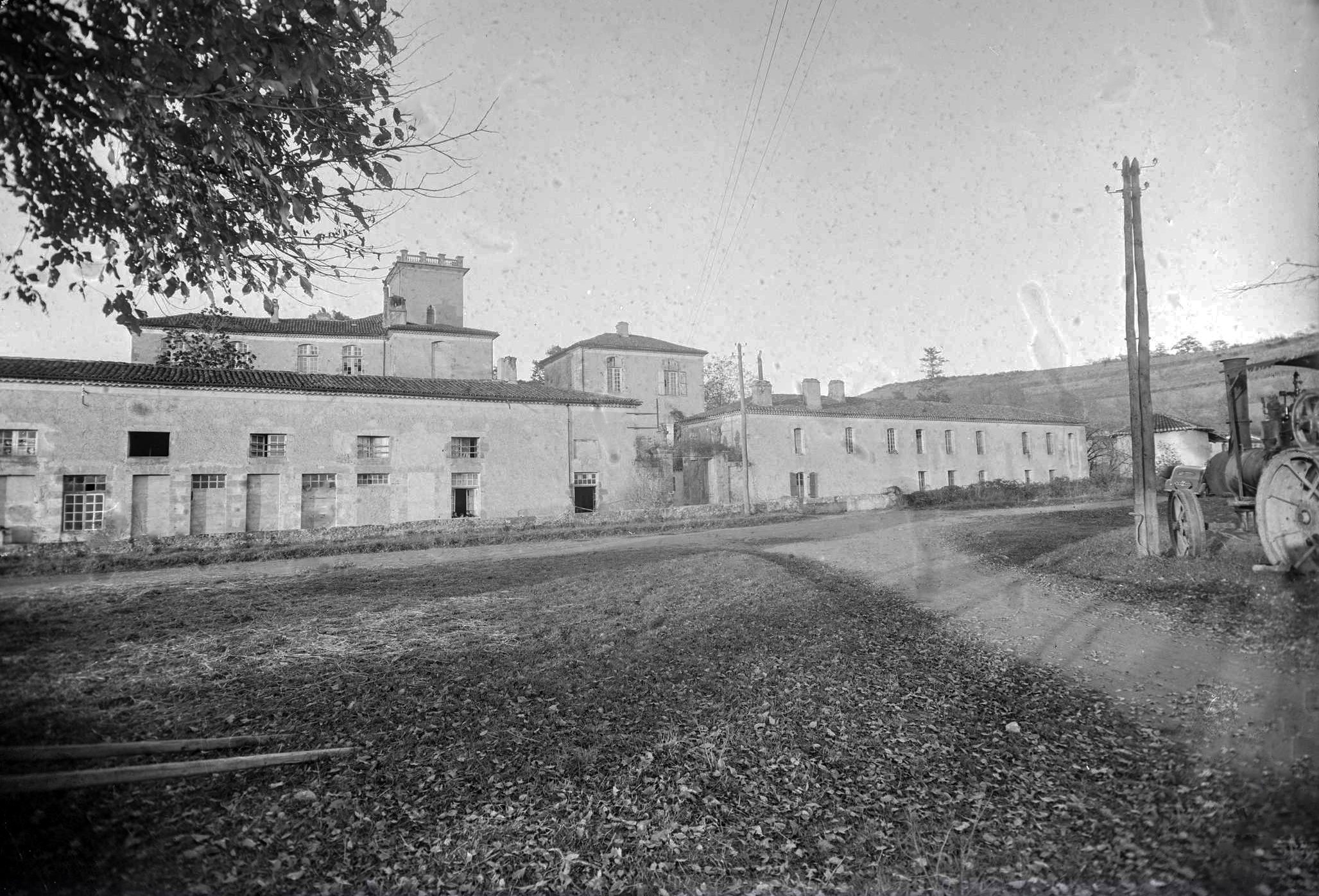
Une vue du château vers 1940.
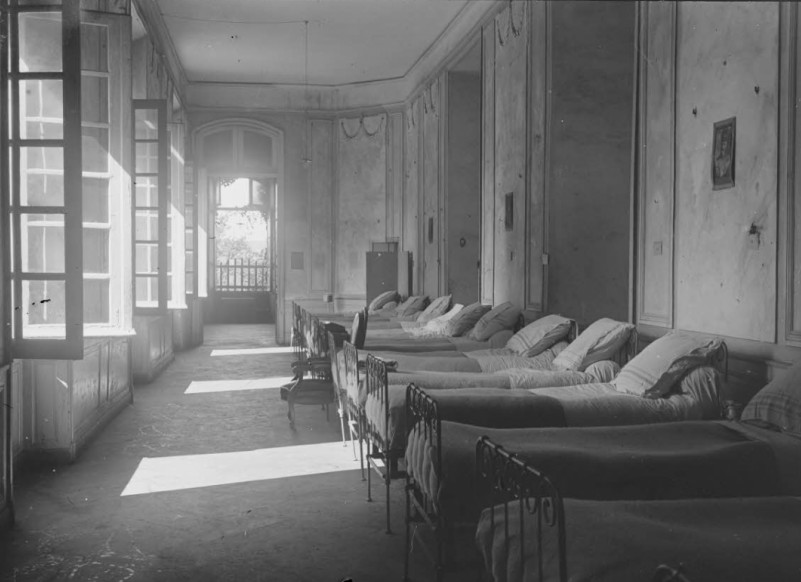
Une salle de l'hôpital sanitaire en 1917.